# 東部方面警務隊
東部方面警務隊（とうぶほうめんけいむたい、JGSDF Eastern Army Military police Group）は、陸上自衛隊朝霞駐屯地（東京都練馬区）に駐屯する警務隊隷下の警務科部隊である。

## 概要
隊長は1等陸佐（二）が充てられ、方面隊管内を地区警務隊単位に区分し、そこから更に派遣隊およびその連絡班として分派され、警務職務を任務とする。

## 沿革
- 1960年（昭和35年）1月14日：方面管区制施行により、東部方面警務隊が編成完結。

※編成（本部・第102・第104各地区警務隊、第311・第313・第315・第325・第326・第360・第362・第367・第383各警務隊）
- 1973年（昭和48年）3月27日：警務隊改編（駐屯地警務隊を廃止し、師団警備地域（第1師団地区は4地区に分割）に対応する地区警務隊に改編）。

1. 東部方面警務隊本部（市ヶ谷）・第102地区警務隊（東京・埼玉：練馬）・第104地区警務隊（山梨・静岡：富士）が改編。
2. 第111地区警務隊（第12師団：相馬原）・第112地区警務隊（千葉・茨城：習志野）・第113地区警務隊（神奈川：久里浜）が新編。
3. 第311・第313・第315・第325・第326・第360・第362・第367・第383各警務隊が廃止。

- 1994年（平成6年）11月：東部方面総監部の移駐に伴う部隊移動。

1. 方面警務隊本部が市ヶ谷駐屯地から朝霞駐屯地へ移駐、朝霞派遣隊を廃止。
2. 市ヶ谷駐屯地および目黒駐屯地に地区警務隊派遣隊・連絡班を分派。

- 2000年（平成12年）3月28日：警務隊本部の芝浦分屯地から市ヶ谷駐屯地への移駐に伴い、第102地区警務隊市ヶ谷派遣隊を廃止。
- 2003年（平成15年）3月27日：2個連絡班の新編。

1. 第102地区警務隊所沢連絡班（防衛医科大学校の司法警察職務を担当）
2. 第113地区警務隊走水連絡班（防衛大学校の司法警察職務を担当）

- 2008年（平成20年）3月26日：警務隊改編。

1. 第102・第104・第111・第112・第113地区警務隊を廃止し、第125（相馬原）・第126（練馬）・第127（習志野）・第128（富士）・第129（久里浜）地区警務隊に改編。
2. 東部方面総監直轄部隊たる第302保安中隊を第302保安警務中隊として編合。

## 部隊編成
- 東部方面警務隊本部（朝霞駐屯地）
- 第125地区警務隊（相馬原駐屯地）：第12旅団（群馬県・栃木県・新潟県および長野県）管内を担当
- 第126地区警務隊（練馬駐屯地）：第1師団（東京都および埼玉県）管内・防衛医科大学校を担当
- 第127地区警務隊（習志野駐屯地）：第1空挺団等（茨城県・千葉県）管内を担当
- 第128地区警務隊（富士駐屯地）：富士教導団等（山梨県・静岡県）管内を担当
- 第129地区警務隊（久里浜駐屯地）：東部方面混成団等（神奈川県）管内を担当
- 第302保安警務中隊（市ヶ谷駐屯地）

## 主要幹部
| 官職名           | 階級          | 氏名     | 補職発令日     | 前職                 |
| ---------------- | ------------- | -------- | -------------- | -------------------- |
| 東部方面警務隊長 | 1等陸佐（二） | 三輪泰輔 | 2025年03月24日 | 西部方面総監部法務官 |
| 副隊長           | 2等陸佐       | 成田英明 | 2021年03月15日 | 中部方面警務隊副隊長 |

| 代 | 氏名                 | 在職期間                                                    | 前職                                                    | 後職                                                  |
| -- | -------------------- | ----------------------------------------------------------- | ------------------------------------------------------- | ----------------------------------------------------- |
|    | 大串清               | 0000年00月00日 - 1964年07月15日 ※1964年01月01日 1等陸佐昇任 | （2等陸佐）                                             | 警務隊長 兼 芝浦分とん地司令                          |
|    | 岩峅慶光             | 1964年07月16日 - 1966年07月15日 ※1966年07月01日 1等陸佐昇任 | 東部方面警務隊副隊長 （2等陸佐）                        | 東部方面総監部警務課長                                |
|    | 桑原永敏 （2等陸佐） | 1966年07月16日 - 1967年07月16日                             | 東部方面警務隊副隊長                                    | 警務隊副隊長                                          |
|    | 西角肇 （2等陸佐）   | 1967年07月17日 - 1970年10月15日                             | 東北方面警務隊長                                        | 警務隊本部勤務 →1971年2月15日 停年退官（1等陸佐昇任） |
|    | 石割清雄             | 1970年10月16日 - 1973年07月15日 ※1971年07月01日 1等陸佐昇任 | 東部方面警務隊副隊長 （2等陸佐）                        | 警務隊本部勤務 →1974年1月1日 退職                     |
|    | 藤尾幸正             | 1973年07月16日 - 1975年07月15日                             | 陸上幕僚監部警務課企画班長                              | 北部方面総監部警務課長                                |
|    | 大庭基生             | 1975年07月16日 - 1977年07月31日                             | 中部方面総監部警務課長                                  | 陸上自衛隊業務学校警務教育部長                        |
|    | 本多武司             | 1977年08月01日 - 1978年11月30日                             | 陸上幕僚監部法務課法務班長                              | 陸上幕僚監部監理部法務課長                            |
|    | 野口晋               | 1978年12月01日 - 1982年03月15日                             | 西部方面警務隊長                                        | 警務隊副隊長                                          |
|    | 渡邉保博             | 1982年03月16日 - 1983年03月15日                             | 陸上幕僚監部人事部警務課 警務班長                       | 陸上幕僚監部人事部警務課長                            |
|    | 塚由忠夫             | 1983年03月16日 - 1986年03月16日                             | 中部方面警務隊長                                        | 陸上自衛隊業務学校学校教官                            |
|    | 下山昭一             | 1986年03月17日 - 1987年07月31日                             | 陸上自衛隊幹部学校研究員                                | 陸上幕僚監部人事部警務課長                            |
|    | 上杉俊二             | 1987年08月01日 - 1990年03月31日                             | 陸上幕僚監部人事部警務課 総括班長                       | 東北方面総監部人事部長                                |
|    | 松浦弘至             | 1990年04月01日 - 1992年06月15日                             | 陸上幕僚監部人事部警務課 総括班長                       | 警務隊副隊長                                          |
|    | 福岡英俊             | 1992年06月16日 - 1994年03月31日                             | 北部方面警務隊長                                        | 警務隊副隊長                                          |
|    | 池田順市             | 1994年04月01日 - 1997年06月30日                             | 西部方面警務隊長                                        | 陸上幕僚監部人事部警務課長                            |
|    | 一康人               | 1997年07月01日 - 1999年12月09日                             | 陸上自衛隊幹部学校研究員                                | 陸上幕僚監部人事部警務課長                            |
|    | 稲村孝司             | 1999年12月10日 - 2001年03月31日                             | 陸上幕僚監部人事部警務課 総括班長                       | 警務隊副隊長                                          |
|    | 奥松勉               | 2001年04月01日 - 2003年07月31日                             | 東北方面警務隊長                                        | 陸上自衛隊小平学校警務教育部長                        |
|    | 丸田清次郎           | 2003年08月01日 - 2005年07月31日                             | 陸上自衛隊小平学校警務教育部長                          | 警務隊本部勤務                                        |
|    | 宮本周三             | 2005年08月01日 - 2008年07月31日                             | 自衛隊奈良地方連絡部長                                  | 中部方面総監部総務部長                                |
|    | 長谷川孝幸           | 2008年08月01日 - 2010年08月01日                             | 警務隊副隊長                                            | 退職（陸将補昇任）                                    |
|    | 福田正弘             | 2010年08月01日 - 2012年12月03日                             | 陸上幕僚監部監理部総務課 企画班長                       | 中部方面総監部法務官                                  |
|    | 堀国秀               | 2012年12月04日 - 2014年03月22日                             | 中央警務隊長                                            | 警務隊本部勤務                                        |
|    | 長谷塲修也           | 2014年03月23日 - 2016年07月31日                             | 陸上幕僚監部副警務管理官                                | 中部方面総監部法務官                                  |
|    | 河野保之             | 2016年08月01日 - 2018年07月31日                             | 陸上幕僚監部副警務管理官                                | 統合幕僚監部総務部総務課 連絡調整業務室長             |
|    | 原 健                | 2018年08月01日 - 2021年07月31日                             | 陸上幕僚監部副警務管理官                                | 東北方面総監部法務官                                  |
|    | 山本健               | 2021年08月01日 - 2023年07月31日                             | 統合幕僚学校国際平和協力センター 教育・研究室主任研究官 | 陸上自衛隊小平学校警務科部長                          |
|    | 廣瀬繁               | 2023年08月01日 - 2025年03月23日                             | 陸上幕僚監部副警務管理官                                | 陸上幕僚監部警務管理官                                |
|    | 三輪泰輔             | 2025年03月24日 -                                            | 西部方面総監部法務官                                    |                                                       |

## 主要装備
- 73式小型トラック / 1/2tトラック
- 73式中型トラック / 1 1/2tトラック
- 業務車4号
- 乗用車 (陸上自衛隊用)（覆面パトカー型）
- 業務トラック
- ホンダ・VFR400
- ホンダ・CB400SF
- 64式7.62mm小銃
- 9mm拳銃
- 12.7mm重機関銃M2